# ロバート・モーゼス

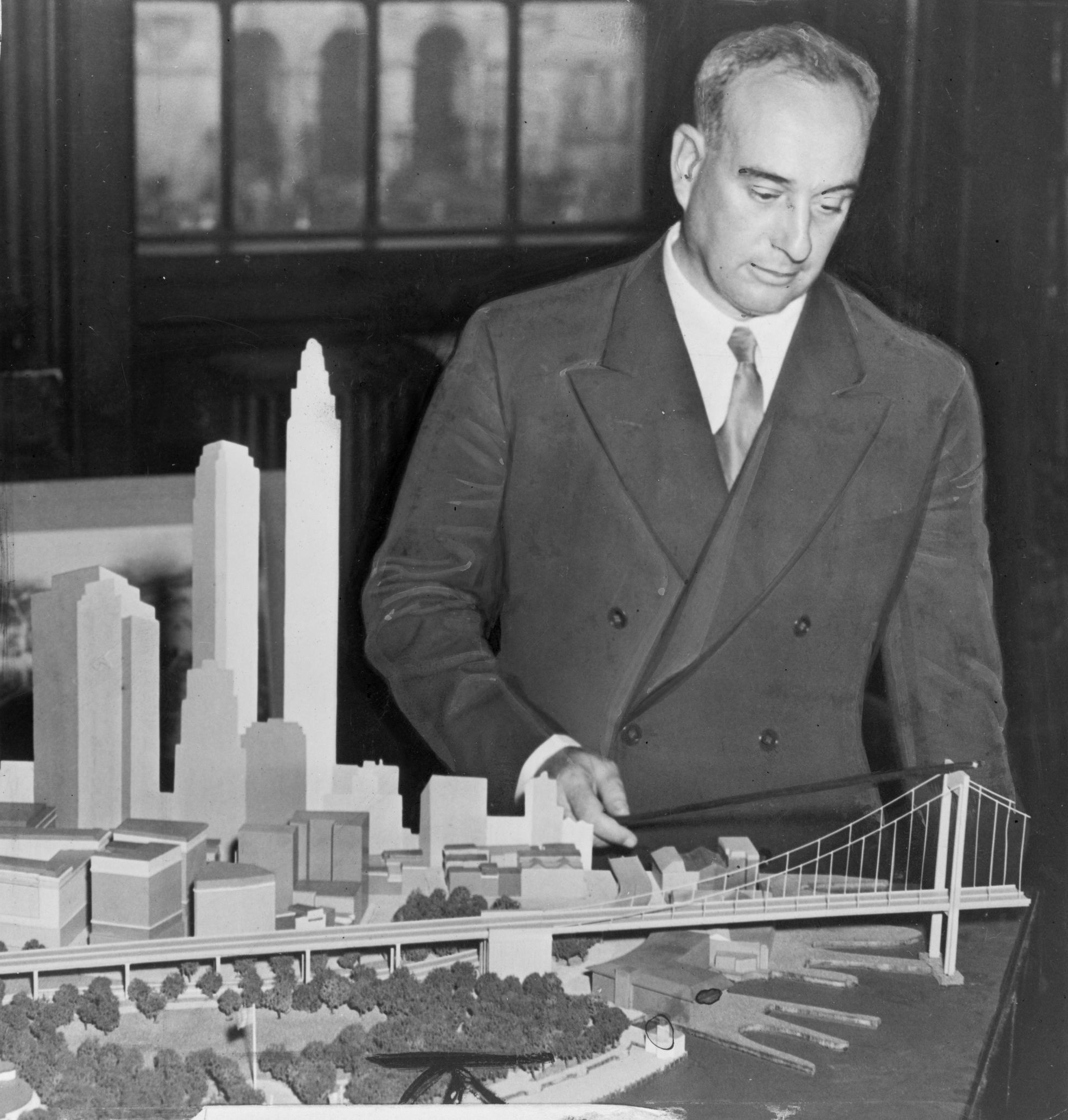
ニューヨーク市バッテリー橋計画のモデルと共に（1939年）

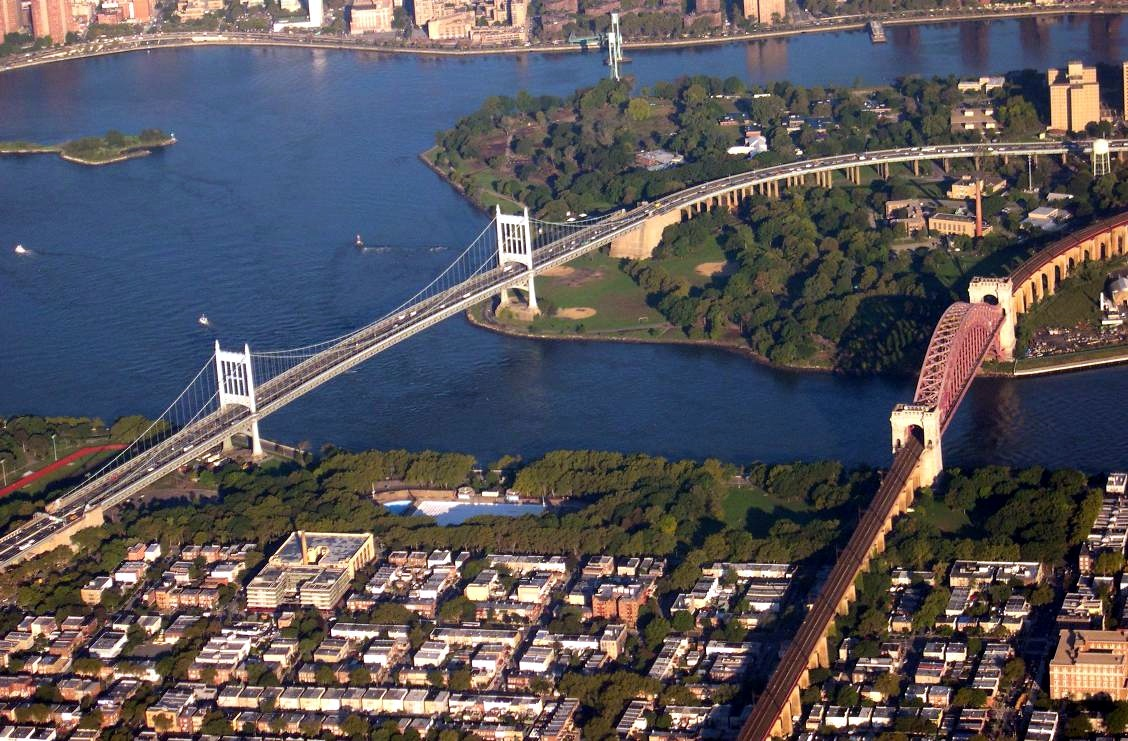
ロバート・モーゼスが建設にかかわったトライボロー橋（左）とアストリアパーク（中央）

ロバート・モーゼス（英語: Robert Moses、1888年12月18日 - 1981年7月29日）はアメリカの都市建設者・政治家で、特に20世紀中葉にニューヨーク市の大改造を行ない、「マスター・ビルダー」（Master Builder）との異名を取り、19世紀後半皇帝ナポレオン3世治下でパリ改造を推進したジョルジュ・オスマンに比肩される。1981年7月29日、92歳の高齢でニューヨークに逝ったとき、米国を代表する新聞ニューヨーク・タイムズは、その大紙面ニページを割いて、故人の生涯を詳しく伝えた。同紙の追悼文においても、その第一ページのトップの見出しに、「マスター・ビルダー、ロバート・モーゼス」の文字を掲げている。
この表現にはきわめてはっきりした意味が込められている。それは、彼の生涯を通してさまざまな機会に繰り返して引用されたいわば、公認の呼称であったというべきであるが、その意味は、彼は、マスター・ビルダーであって、職業的なプランナーとして教育を受けたわけではないし、建築家でもないし、法律家でもないし、厳密な意味では職業的政治家でもないということである。
ニューヨーク大都市圏を、一人の人間がどうやって変貌させたのかというこの問いかけは、モーゼスが、大学を卒業してから、公職を終えるまでの45年間に数々のいわゆるビッグ・プロジェクトをこの地域に実現したインフラストラクチャーを中心とする実績により、マスター・ビルダーという呼び方がつくり出されたと考えるべきである。

## モーゼスの経歴
一体、このようなマスター・ビルダーが、どのような経緯で出現したのか。若い頃からモーゼスは特異な衝動、野心、そして特権階級としての育ちのよさからくる並外れた信念の持ち主だったという。
モーゼスは、ニューヨークと北のボストンの中間に位置する、コネチカット州ニューヘイブンで百貨店を経営するエマヌエル・モーゼスの次男として生まれた。父エマヌエルは一九世紀ババリア地方の反ユダヤ政策から逃れて移民し、百貨店を創立して成功を収め、また不動産投機家でもあった。
家系的には、ドイツ系ユダヤ人で、母イサベラ・シルバーマン・コーヘンは活動的で強い意志を持った上流家庭出身の婦人で、裕福なドイツ系ユダヤ人移民の集まり「アワー・クラウド」に属していた。
モーゼスの家族はイェール大学の所在地として名高くニューヨークに近いニューヘイブンの大学から2ブロック先のドウェイトストリートに住んでいた。彼の人生の最初の9年間をこの地で過ごしたが、母たっての願いで1897年に、ニューヨークに定住するようになったといわれる。こうして彼の家族はニューヨーク市マンハッタンの5番街へ引っ越し、彼女の父親が遺してくれた東46丁目の五階建てのブラウンストーンに移り住んだ。家族がニューヨークに引っ越すために父は保有不動産や店を売却、残りの人生のためビジネスから引退。モーゼスの母親はセツルメント運動に彼女自身の愛をもって活躍。ロバートと兄ポールは中等教育を陸軍士官学校の近くのいくつかの学校に通い、ピークスキルをドワイトスクールとモヒガンレイクスクールで修めた。
若い頃からモーゼスは特注ベッドに寝て、コックが料理し、召使いが給仕するタ食をシャンデリアと陶器が飾られた食堂で食べ、一家は夏にはヨーロッパに旅行するか、またはアディロンダックスの農場にこもるのを常としたという。移動はいつも運転手付きでこの習慣は彼の生涯を通じて変わることがなく、決して自分で運転を習おうとはしなかった。
モーゼスは若い頃からのアグレッシブな思考はモーゼス一家の女性側に伝わった気質、特に祖母と母親の気質を受け継いだもので、父工マヌエルは謙虚で柔和だったがベラは頑固で微慢、祖母コーヘンは切符売り場で人を肘で払いのけながら先頭に出ることで有名だったという。
プレップスクール時代、抜きん出た存在ですぐに彼は教師の間で最優秀という評価をとる一方、仲間の人気も高かったという、スポーツマンとしても優れ、チームワークより個人成績が尊重される水泳と陸上競技を好んだという。
1905年、17歳で故郷にある名門校イエール大学に入学する。一般の学生より2年若かった。イエールではユダヤ教徒という宗教が邪魔し、格上の社交クラブや生徒会に入会できないことがわかったためやむを得ずイエール・リテラリーの代わりに格下団体などに参加。
イエール時代、知的好奇心はきわめて強く、仲間は彼がほとんど毎晩のように遅くまで読書しているの見て感心していたという。友人は本が肌に山積みで、そのどれもが彼のとっている教科とは関係ないものだったという。このほか文芸志向の学生やサミュエル・ジョンソンの信奉者の集まりであったキットカットクラブの会長に就任、同級生とともに学生の詩文選集を出している。二年生になって水泳部に入ったが、泳ぎは達者だったという。また、学校予算をアメフトから水泳などのいわゆるマイナースポーツへ転用することを主張。しかし間もなく、水泳部の資金集めの策を思いついたが、キャプテンが首を縦に振らず、これに応酬した彼は、退部を口にし、辞任はその場で即刻受理される。
他方、詩作のグループに属し、学内誌の発行にも意欲を燃やす学生で、文芸の分野でも高い評価をとった。最終学年で文学、芸術サークルで名を上げ、ラテン語に精通し、韻文の長い句を引用することもでき、友人にも恵まれ、フラタニティの学生によって自主運営される学生自治団体のシニアカウンセラーに選任された。1909年に、ファイ・ベータ・カッパで卒業（学士号を取得）。
彼は友人たちには公職に就たいと言ってはいたものの、もうしばらくの間、学究生活を続ける考えでローズ奨学金を目指したが一年おきで卒業の年には採用がなかったので代わりに両親が留学させてくれ、イギリスに渡る。オックスフォード大学Wadhamカレッジで、イギリスの公務員制度の研究に打ちこむ（1911年に学士号、1913年に修士号）。「オックスフォードの教育は..並の学生に自立積神を授けている」と「イエール同窓会遷報」に寄稿している。彼は水泳と水球チーム のキャプテンになると同時にオックスフォードユニオン討論クラブのキャプテンにもなった。結局、法理学と政治学の修士をとり、政府内職務体系のあるべき姿について論文を提出した。このテーマは彼の大学院研究科での中心課題であったが、行政機関の雇用ならびに昇進は、政治家との絡みや身びいきではなく実力や実績評価に基づくべきだと考えていた一方で政府の最重要ポストは最高の教育を受けたものが担うべきだとも主張している。その後ルッツェルンとベルリンにしばらく滞在したあと、1913年に帰国したがイギリス滞在のせいか、話し方でよくイギリス人と間違えられたという。
これが後に、ニューヨークにあるコロンビア大学で政治学の博士号取得の基礎となり、また、同時に、公務員生活を志す原動力となった。帰国二年後にコロンビア大学で政治学の博士号をとったそのときまだ二十五歳だった。学位を得て身についた権威や威光を強く意識していて、モーゼス博士と紹介されても決して嫌がらなかったという。
モーゼスは、ニューヨーク市の改革政治に惹かれるようになった。1912年、六年前にニューヨーク市役所に設けられた調査局の職員として、実生活のスタートを切る。モーゼスはまた調査局のローワーマンハッタンのオフィスで恋をした。1914年の冬、ウィスコンシン出身の秘書メアリー・ルイーズ・シムスというメソジスト派牧師の孫娘|をデートに誘った。頭脳明断のがんばり屋で、透き通るような肌とブロンドのあふれんばかりに健康そうな女性であるシムスに好意を抱き、1914年の夏、二十五歳のモーゼスは一家がニューヨーク北部のレイクプラシッドにある別邸に行ったおり、メアリーのことをあれこれ話し、翌年には家族に引き会わせ、その年に結婚。ロバートとジェイン・ジェイコブズと同様、ロバートとメアリー・モーゼスもその後半世紀にわたの連れ添った。
政府の仕事を志望したモーゼスは、ニューヨーク市調査局の養成校に入った。この局は、地方自治体の利益供与、腐敗、浪費の排斥を目的とする全国的革新運動のための調査、諮問組織であった。すぐ試したいもどかしさから モーゼスは裕福な家族のおかげもあり無給料のボランティアとして働き、こうした若い頃から金よりも権力に執着した彼は、イエールで二流に甘んじなければならなかったせいか、仕事に携わるや否や、影響力のある地位に就くことに強くこだわった。焦燥感にかられ、調査局の古い慣習や、石橋をたたいても渡らない調査優先の傾向に対し次第に批判的になっていった。
当時、アメリカ全土で市役所の機構の改革や見直しが行われており、モーゼスの与えられた仕事は極めて時流に適うものであったが、その背景として、ニューヨーク市議会において腐敗を極めたタマニー・ホールのグループの影響も、時代をへだてたとはいえ、考慮にいれなければなるまい。公務員制度や市政に関する機構の改革は、米国全土に広がった一つの課題であった。
調査局に働くうちに、政府組織と行政機関に関する彼の高度な専門知識が役立つ機会がやってきた。賭博や陰謀の徹底的取り調べで、一連の公職者を辞任に追い込んだ実績を持つ若い検察官、ジョン・ピュロイミッチェルが1914年に市長に就任。三十四歳の「若造市長」は史上始まって以来の若い行政長官で、市政府革新に乗り出した。当時の市の行政府は悪名高いタマニーホール機関に牛耳られていて、利害相反取引、政府の契約に付随するキックバック、利益供与による票集めなど、世紀末の腐敗した自治体の典型だった。ミッチェルが採用、昇進の体系改革をするにあたって、モーゼスはすぐさま彼の学位論文を持ち出し、業績に基づく体制を提案、詳しい業務フローチャートで量的評価方法を示した。
モーゼスの提案を認めたミッチェル市長は、市政の改革を旗印として登場した。当時としては革新的なアイデアであったが、予想にたがわずタマニーホールつながりで気楽な閑職にいた連中は猛烈に反発、モーゼスが新制度を説明している聴聞会の部屋の後方でヤジをとばして不満をぶちまけた。モーゼスはふくらんだ書類鞄を抱えて、毎日同じ白のブルックスブラザーズのスーツを着つづけ、ヤジにも負けず説明を続けたという。しかしながら、1917年、ミッチェルはタマニーホール機関から出た候補者に敗れ、新政権はモーゼスの提案に関心を示さなかった。政府に入って初めての彼の大構想は屈辱のなかで終わった。モーゼスは有力な支持者を失った。
その頃、米国は第一次世界大戦に突入。モーゼスは造船所の建造を促進させる目的で設立された政府機関、緊急船舶会社にやっと仕事を見つけた。だが資材調達作業の能率の悪さを指摘する辛口の報告書を出したかどで、一年もしないで首になった。その前にアッパーウエストサイドのアパートに移ったはかりだったのに、失業してしまったという。母親は送金を続けてくれたが、二人の娘、バーバラとジェィンを長年慣れ親しんだライフスタイルで育て上げるには経済的に自立しなければならなかった。彼の夢は大人数の家族を持つことで、とりわけ息子が欲しかったが、医者がメアリーはもはや子供を産むことはできないと告げ、その夢も終わった。
しかし、幸運は思わぬところから現れる。翌年行われたニューヨーク州知事選挙で、のちに名知事と謳われたアルフレッド・スミスが州知事に当選。1918年の秋、モーゼスの人生を決定する電話がかかってきた。ベル・モスコウィッツという四十歳になる気性の激しい改革者で、次期州知事アルフレッド・E・スミスの側近である人物から、州政府を全面的に再築する新設委員会の運営を打診されたのである。彼の知性に、アル・スミス知事の友人キャッチベル・モスコウィッツの目に留まったのである。彼の聡明さを聞き及んでアル・スミス州知事のアドバイザーを勤めたその側近もモーゼスの才幹を認める。一方モーゼスは献身的な理想主義者として、ニューヨーク州政府を再編するため、1919年に改革提案の主執筆など、後援の雇用慣行からニューヨークを改革するため、いくつかの計画案を策定している。どれも改革には非常に遠く行かないが、モーゼスはやる気満々でこれを行政に関する自身の考えを落としながら仕事を始めた。数ヵ月にもわたり、彼は徹底した書き直しを部下に命じ、仕上がった提案書類はあまりにも攻撃的、かつ野心的であったがモスコウィッツの忠告もあって、お偉方のお墨付きを得やすくするために、モーゼスはその書類の言葉遣いをやわらげた4百ページにわたる最終報告は、175の州政府機関、部局、委員会を16にまとめ、知事の任期を二年から六年に延ばすことで、行政長官により大きな権力を与え、役人の任命、誠首ができるようにしたもので、権力を集約化することで政府は迅速かつ明確な行動をとることができるというモーゼスの常からの信条の発露であったが、以前、市の政府機関再編ができなかったのと同様、この州政府再編案もまた挫折してしまった。1920年の選挙でスミスは敗北を喫し、モーゼスはまたもや職を失ってしまったのだ。しかしモーゼスとスミスはその後も親しい関係を続け、二人してしばしばローフーマンハッタンを長時間散歩しながら政治や政府のことなどを議論し二人は返り咲きを誓い、1922年にスミスは再選を果たし、モーゼスは州都オルバニーで知事の片腕となった。
モーゼスは1922年に選出されたスミスと共に権力を握り、ニューヨーク州政府の広範な統合を開始。その間、モーゼスはスミスの政治的権力を利用して法律を制定しながら、大規模な公共事業イニシアチブへの最初の進出を始めた。これは新しいロングアイランド州立公園委員会と州立公園評議会設立に利用。この権力集中は、スミスにとっても連邦政府、後にフランクリン・D・ルーズベルトのニューディールモデルとなる。
モーゼスに肩書きはなかったが、間もなく側近中の側近に上りつめ、彼の発言は知事の意向を反映しているということは、議員の間でもよく知られていく。「ボブ・モーゼスはわたしが公戦在任中に出会った、最も有能な行政官だった」とスミスは部下を評価。「法案草稿者としてオルバニーでも最優秀だった。イエールとオックスフォードに行ったのはしているが、彼の鋭さはどこの大学で学んだものでもない。汽車のなかだろうがどこであろうが、いつでも仕事の鬼なのだ。みんなが寝つく頃彼は仕事にかかるのだ」と後に述べている。
二期目の再選を果たしたあと、スミスはモーゼスをいくつかの重要プロジェクトの責任者に据えた。州刑務所システムの再編や平面交差路研究機構などだったが、そこでの彼の仕事振りにいたく感銘を受けた知事は、モーゼスの希望をかなえてニューヨークの公園運営総責任者に任命。モーゼスにこの思いが浮かんだのは、ロングアイランドをあちこちハイキングしていたからで、暇ができるとメアリーと二人で借りたバビロンの山小屋からニューヨーク市東方の浜辺や入り江へ探索に出かけ、その折、州や市が保有する広大な土地や海辺を見つけたが一般の人々が、これら未開に近い地域に入るのは容易でなかったばかりか、州政府にもこれらの土地の維持管理、開発、取得について、きちんとした体制がないことに彼は気づき、無秩序状態はロングアイランドで特に顕著だったが、それだけではなくこの問題が実は州全体に及んでいるのを知った彼はスミスに未使用の土地を大規模な総合公園 システムに転換させる機構の設立を提案。それらの公園は一般市民が車で新しいパークウェイネットワークを使って利用することができるよう提案したが、千五百万ドルで広大な土地を購入し、そこに大規模娯楽施設をつくる計画のあまりの巨大さと莫大な費用を心もとなく思っていた。だがモーゼスはスミスをロングアーランド、キャッキル、アディロンダックなどに連れ出し、超一流の公園システムをつくることの存在的価値を納得させようと試みる。スミスがこの案に興味を持つとすれば公園は政策的にも良い事だと言うてんだろうと彼は考えていた。何百万という市民が週末を過ごす場所を探しているのに、これいって魅力的な場所もなく、どこ紹へ行くにも道路もないのが現状についてモーゼスはスミスを説き伏せ、知事は州議会に働きかけ、その案を1924年に成立させた。結局モーゼスは新設のニューヨーク州の公園委員会委員長ならびにロングアイランド州立公園局長に指名を受ける。そのようにして権限を手に入れ、資金的にも潤沢となったモーゼスはマンハッタンに事務所を借り、内装に惜しみなく金をかけ秘書と職員、そして運転手を雇い、最高級の黒塗り大型乗用車パッカードを購入し公園本部をもう一ヵ所、ロングアイランドのノースバビロンにあった金融資本家兼外交官のオーガスト・ベルモントの広大な敷地内に建てた。
朝早くから真夜中まで働きづくめで、土曜日もかまわず働き、部下にも同じことをさせた。間もなく公園局の黒塗り乗用車が、農場のはずれに時間を間わず見受けられるようになり、測量技師が大規模な公園システムと道路網を地図の上に描き込んでモーゼスの考えでは、これらは単なる道路ではなく、美観整備されたパークウェイ、もしくは片側二車線で滑らかにカーブを描き縁の田園を貫く「リボン状の公園」には信号も左折もなく、統一されたデザインのサービスエリア以外には商業施設さえもない、混雑で妨げられずに巡行する。一方モーゼスは、パークウェイに架かるすべての橋をバスが通過できない高さ乗用車は専用道路を時速四十マイに抑えて乗用車専用道路にしてしまった(後述)。モーゼスにとって残念だったのは、ロングアイランドの住民が計画を温かく受け入れてくれなかったことで、農場主はモーゼスのチームメンバーを猟銃で追い払い、町議会幹部は州政府が前例を無視して入り込んできたことに抗議。とりわけ、アメリカで最も裕福な名門家族、モルガン家、バンダービルト家、ウインスロップ家、カーネギー家などのブルックリンやクイーンズ東の牧歌的田園に居を構えた裕福な地主の怒りを買ってしまった。モーゼスのいくつかの公園用地拡張構想や、ふたつの主要な東西ルート、すなわちサザンステートパークウェイとノーザンステートパークウェイは彼らの広大な敷地の一角を切り取り、さらにはカントリークラブを横切ることになっていたからで、それでもモーゼスは敢然と突き進み、「強制することもできるのだ」と、ある農家に言い聞かせ、裕福な住民との交渉は避けて、モーゼスは公園局が持っている法律上の権利を口にしただけだったが、この法案も実はモーゼスの自作。農場主たちは弁護士を送り込んできたが、訴訟ではモーゼスに分があった。なにしろ彼の後ろ盾はニューヨーク州の法律であり、必要な土地を「収用」することができたので、1927年になると、めぼしい抵抗勢力は崩壊、ブルドーザー、地ならし機や舗装機などが動きだし、モーゼスが夢見た公園と道路網の一部が姿を現した。しかし、以前にジョン・ ミッチェルが再選に失敗したとき、モーゼスは彼が提出レた行政改革案が水泡と帰したのを目の当たりにしていたため、これを回避する鍵は、一般の人々の期待感を高揚させて計画を前に進めて誰が当選しようと中止できないようにすること、とみていた。また行政の参加は計画の遅延を招くだけで、大規模公共工事は政府の委員会などがやれるたぐいの仕事ではなかったから「なにをしようと不平不満の声は上がるのだ」「新しい施設を待ちわびていらつく人々の要求にも、なにもしてほしくない連中の憤りの叫びや悪口にも、我々は対応しなければならない」とした。
1920年代あたりから、モーゼスはプロジェクトに対する否定的な見解、あるいは単なる問い合わせにも耳を貸さなくなった。ロングアイランドでの経験から、洗練され組織化された反対派をどう退治すればいいのかはすでに学んでいたし、そのうえ、強い権力を持った富豪からの反対は、逆に利用できるということにも気づいていたからカントリークラブのメンバーが公聴会で、ロングアイランドが「市からきた下層の輩によって闘される」事態を憂うと証言した際、応酬、「下層の輩だと? わしだってそうだ」に間髪を入れずモーゼスは、農園主やカントリークラブ会員は救いようのない利己的エリート主義者で、一般市民が楽しみにしているレクリエーション用道路建設を邪魔しているのだと喧伝、「裕福なゴルファー数人、州立公園計画妨害で告発さる」と「ニューヨーク・タイムズ」は1925年の1月8日付の一面で報道している。そしてモーゼスは以前からの持論をはっきり打ち出して、ジョーンズビーチ建設に必要な資金を州政府から引き出すことに成功。すなわち一般市民とその大部分は白人の中産階級ではあったが、市民は当然の権利として最善のものを与えられるべきだし、そうすれば彼らは施設を大切に使ってくれるだろうという考えでジョーンズビーチは「金持ちのプライベートクラブのように魅力的で、しかも大混雑や、事故が起きないように大きな規模であるべきだとした。こうしてジョーンズビーチは1930年に開業され、大好評を博し、何百万人という人で毎夏大にぎわいであった。その間、地位が選挙ではなく任命制である州務長官に、スミスはモーゼスを指名した。モーゼスは1927年から1929年まで奉仕した。
ニューヨーク州政府の州務長官に任命されて2年を過ごすことになった彼は州政府機構の全面的な改組を審議する委員会のチーフ・スタッフという役割を与えられ、これがモーゼスの大成する端緒となった。どのような困難にもめげぬ人としてイギリスの詩人ウィリアム・ワーズワースが描いた幸運の戦士を愛称として呼ばれたスミス・ニューヨーク州知事の知遇を得、その後四半世紀に及ぶ親密な交わりにより、モーゼスは大きな後ろ盾を得ることになるのである。
直後の大統領の フランクリン・D・ルーズベルトの就任する1933年に、連邦政府は、数百万ドルに及ぶニューディールを実行するために、州と都市がいくつかのプロジェクトを行うための予算措置準備を整えた。モーゼスはプロジェクトの準備ができていた数少ない地元当局者の一人であった。そのため、ニューヨーク市は著しい公共事業促進局 (Works Progress Administration) （WPA）、市民保全部隊 (Civilian Conservation Corps) （CCC）、およびその他の大恐慌時代の資金を得ることができた。モーゼスは道路、橋、遊び場、公園、そして住宅プロジェクトを建設する際に優れたスキルを発揮、優れた政治的才能をもっていた。その後はアル・スミスの指導で様々な公職には就き、ニューヨーク州内の州立公園を手始めに様々な建設プロジェクト、特にニューヨーク市にハイウェイ、橋、トンネルなどのプロジェクトに隠然たる影響力を発揮して、車社会へ突入し、マンハッタンおよびその周りで大発展を遂げたニューヨーク都市圏のインフラ整備に大きな貢献をした。モーゼスはまた、ジョーンズビーチ州立公園の開発など、後に非常にうまく行った多数のコミッションを引き受けている。強力な法令と工学での問題解決を示したモーゼスは、法案起草における技能で知られるようになり、「オールバニーで最高の法案起草者」と呼ばれた。徐々に公共運営に慣れてきた時からタマニー・ホールの腐敗と無能追及方面で、モーゼスは政府の救世主と見られていた。なお最も影響力があり最も長持ちする地位の1つは、ニューヨーク市のパークスコミッショナーであり、1934年1月18日から1960年5月23日まで務めた役割であった。知事はその後交代したが、数々のプロジェクトを成功させた功績で、モーゼスはそれから始まる政治的混乱のなかでも権力の座にとどまりつづけたのである。この成功に有頂天となった彼は、ついに1934年州知事に立候補した。しかし結果としてわかったのは、彼は候補者というよりは政治的インサイダーのほうが適しているということだった。遊説中に報道関係者を叱りつけたり、慣例の選挙用写真の撮影を拒否したり、選挙資金の寄付者に対し辛抱強い応対ができなかった。そのうえ演説は、まるでお説教だった。現職知事リーマンは評判もよく、穏健なニューディール派の民主党員員でルーズベルトの支持も厚かったが、モーゼスはきわめて批判的な選挙運動を展開。二人の家族は親しい関係だったし、またリーマンは公共事業プロジェクトをモーセスに一任してくれたにもかかわらず、彼はリーマンを斬軟弱、愚か、腐りきった嘘つきと決めつけたがこの攻撃は有権者の間に逆効果を引き起こし、モーゼスは記録的な大差で敗北。選挙当日の夜、はやばやとリーマンへ祝福の電話をかけ、その後選挙運動員を引き連れサルディの店で大盤振る舞いし、翌朝までにはすべてを過去に葬った。
リーマンとその幹部を選挙中に怒らせてしまったモーゼスは、再び職を失うかもしれない危機に見舞われた。リーマンやラガーディアの顧問はモーゼスの解雇を強く勧告した。ルーズベルト大統領までもがラガーディア市長に、今度こそきっぱりとモーゼスを切るようにと側近幹部を通じて圧力をかけ、そしてモーゼスを現職にとどまらせるなら連邦政府資金供与額を削減するという、ホワイトハウス勅令を起草させた。ラガーディアは一般市民に好評なモーゼスの公園改革を支持していたので、困惑するがその隙にモーゼスは報道関係者を巧みに操り、この陰謀を漏洩、ルーズベルトは些細な政略に固執していると報道させた。最終的にリーマンは選挙活動中の攻撃を不問にして、モーゼスの現職留任を選んだ。幾多の公共事業計画が進行中であり、ここでモーゼスを失うわけにはいかなかったのであり、こうしてマスター・ビルダーは現職にとどまることとなった。アメリカ合衆国大統領の裏をかき、へこませたことでモーゼスはさらに自信を深めていった。

## 彼が就いた公職の一覧
モーゼスは様々な建設プロジェクトの委員会の会長の職について、権力を行使した。

### 開設された事務所と称号
モーゼスが保有した多くの事務所と職業上の称号は、彼にニューヨークの首都圏の都市開発を形作るために異常に広い力を与えることになった。これらは、ニューヨーク保存アーカイブプロジェクトによれば以下のとおり（かっこ内が在籍期間）。
- ロングアイランド州立公園委員会・委員長（1924年 - 1963年）
- ニューヨーク州立公園評議会・会長（1924年 - 1963年）
- ニューヨーク州州務長官（1927年 - 1928年）
- ベスページ州立公園局・局長（1933年から1963年）
- 緊急公共事業委員会・委員長（1933年 - 1934年）
- ジョーンズビーチパークウェイ公社・総裁（1933年から1963年に）
- ニューヨーク市立公園局・コミッショナー（1934年 - 1960年）
- トライボローブリッジ・アンド・トンネル公社・総裁（1934年から1981年まで）
- ニューヨーク市計画委員会・委員長（1942 - 1960）
- ニューヨーク州電力庁・会長（1954 - 1962）
- ニューヨーク万国博覧会・会長（1960 - 1966）
- ニューヨーク州知事室・住宅特別顧問（1974年 - 1975年）

幾つかの役職を同時にこなしてはいるが、さりとてどれも選挙で選ばれたのではなかった。ラガーディアの場合、彼には公園の仕事以外に、州が設立した橋梁や道路建設の公社の市側の代表委員にも指名。またモーゼスはヘンリーハドソンパークウェイ公社とマリンパークウェイ公社の総裁を兼ねていたが、ここの委員はモーゼスだけでほかには誰もいなかった。のちに、このふたつは合併しニューヨーク市パークウェイ公社となった。このほか準公的独立法人、トライボローブリッジ&トンネル公社の総裁でもあったが、そこの職務権限付与法は彼の自作で、お手盛りだった。彼はまた新設された州の公園委員会の委員長でもあり、ロングアイランド 州立公園局長でもあった。一時期12もの役職を兼務していたことさえあって、強い影響力を持つ地位に数多く任命される。同僚や選挙で選出された役職員からは「生涯局長」と呼ばれたほどである。新設して間もない政府機関の場合は、職務規定を巧みな表現で自分の都合に合わせて 法制化してしまって簡単に罷免されないように最大限の配慮をしていた。

## モーゼスの実績
モーゼスは、その任期中に、11の大橋梁を建設し、760kmの道路の建設、658の運動場、75の州立公園を実現し、その建設費は、270億ドルに達するといわれる。モーゼスのこの事業の進め方、そしてその実例が全米の建設事業に強い刺激を与えたことはいうまでもない。
試みに、ニューヨークのランドマークといわれる有名な施設、例えば国連本部の誘致、リンカーン・センター、ニューヨーク・コロシアム・シェー野球場、1964年から翌年の万博会場、ニューヨークの湾口にかかるナロー吊橋、各地の大規模住宅団地、ジョーンズビーチをはじめとする多数の州立または市立大公園、そして、これらを支える高速道路、大橋梁、水底トンネル等はすべて彼の努力によって実現したものである。
彼が推進したプロジェクトにはアイウエオ順で、イースト・リバー・パーク、ヴェラザノ＝ナローズ・ブリッジ、シェイ・スタジアム、スロッグスネック橋、トライボロー橋、ナイアガラ・フォールズ州立公園、ニューヨーク万国博覧会 (1939年)、ニューヨーク万国博覧会 (1964年)、パリセード州間公園道路、フラッシング・メドウズ・コロナ・パーク、ブルックリン-バッテリートンネル、ランドールズ島とワーズ島、リンカーン・センターなどがある。
1920年代に、モーゼスは当時タコニック州立公園委員会の長であったハドソン渓谷を通る公園道路の迅速な建設を支持したフランクリンD.ルーズベルトを驚かせた。タコニックステートパークウェイ (Taconic State Parkway) も後に完成したが、モーゼスは彼のLong Island Parkwayプロジェクト（ ノーザン・ステート・パークウェイ (Northern State Parkway) 、サザン・ステート・パークウェイ (Southern State Parkway) 、ワンター州立公園 (Wantagh State Parkway) ）に資金を流用することに成功した。モーゼスはロングアイランドのメドウブルック州立公園の建設を手伝った。それは世界で最初の完全に分割された限定アクセス高速道路であった。
モーゼスは1920年代にニューヨーク州政府を再編した多くの改革の開始において非常に影響力のある人物であった。モーゼスが率いる「復興委員会」は、18の部門の下にある187の既存機関の統合、新しい執行予算制度、および4年間の総督任期制限を含む、大いに採用されるべき勧告を提供する非常に影響力のある報告を作成した。
モーゼスの影響はニューヨーク州だけに留まらなかった。1930から40年代には、全米の中小の市が彼を雇い、ハイウェイを建設した。例えば、オレゴン州ポートランド市は1943年に彼と契約して、彼は市の周りの環状道路とそこから市内への支線を提案した。このうち州間高速道路405号線（Interstate 405）と5号線（Interstate 5）が着工された。
世界恐慌後、モーゼスはフィオレロ・ラガーディア市長と共に、公共事業促進局 (WPA) プログラムの下で10の巨大なスイミングプールの建設を担当。合わせて66,000人の水泳選手を収容することができた。そのようなプールの1つはブルックリンの マッカレンパーク (McCarren Park) プールで、何十年もの間特別な文化イベントのためだけに使われたが、後で一般に開放されたが、モーゼスはアフリカ系アメリカ人の水泳選手をプールやビーチから遠ざけるための措置を執ったされている。ある部下は、モーゼスがアフリカ系アメリカ人は冷たい水が好きではないと信じていたため、プールは数度の低温に保たれるべきであるといったモーゼスの事を覚えているという。
ジョーンズビーチは1930年に開業され、大好評を博し、何百万人という人で毎夏大にぎわいであった。このプロジェクトを成功させた功績で、モーゼスはそれから始まる政治的混乱のなかでも権力の座にいつづけたのである。市長はラガーディアからオドワイヤー、インペリテリそして最後はワグナーに代わったが誰一人としてモーゼスには逆らえなかった。歴代の州知事ははれ物に触るように気を遣い、そして大統領でさえも彼を追放できない状態の50年代頃には、一般の市民はいうに及ばず、もう誰もロバート・モーゼスと争いごとを起こして打ち負かすことなどできなくなっていた。

### 功績
ニューヨーク州のさまざまな場所や道路にモーゼスの名前が付けられている。これらは、ニューヨーク州マセナで2つの公園、サウザンド諸島-ロバートモーゼス州立公園、そしてニューヨーク・ロバートモーゼス州立公園やロバート・モーゼス・コーズウェイ（以上ロングアイランド）、そしてロバート・モーゼス水力発電ダム（ニューヨーク・ルイストン）など。ナイアガラ・シーニック・パークウェイでのナイアガラの滝・ニューヨークエリアは、彼の名誉に際しロバートモーゼス州立パークウェイに選ばれた。マセナの水力発電ダムにもモーゼスの名前が付けられている。モーゼスには、ニューヨーク州ノースバビロンにもロングアイランドにも彼の名前がついた学校がある。ニューヨークにはRobert Moses Playgroundもある。公衆の輪によって保持されて生き残った感謝の兆しが他にもあり、モーゼスの銅像は2003年に長年の故郷、ニューヨーク州バビロンビレッジにあるビレッジホールの隣にいったん建立されたがその後展示から排除され、現在はフォーダム大学のリンカーン・センターキャンパスで保存展示されている。
州立公園システムのチーフとしての在職期間中に、州の公園は約260万エーカー（1,100,000ヘクタール）に増えた。彼は退職までにニューヨークだけで658の遊び場、さらに416マイル（669 km）の公園と13の橋を建設した。一方ニューヨークの公益企業を率いての、他のどの米国の州よりも大きい州であるそのニューヨークでのインフラ整備やメンテナンスのプライムモード作りは、国家債務の90%を占めていた。

### 河川横断構造物
Henry hudson を完遂した事実は公共事業のチャンピオンとしての彼の証に他ならなかった。マンハッタン島の橋に高速道路を造る計画がはるか昔1901年にまで遡るが今まで政治家誰一人として、資金調達はおろか近隣の説得もできなかった。両面に精通していたモーゼスだけが市と州と連邦政府資金とを一体化させて、資金が銀行口座に入るや否や素早く橋桁の基礎を打ち込んでしまったという。
ルーズベルトが1932年大統領選挙に出馬し、副知事だったハーバート・H・リーマンがニューヨーク州知事に持ち上がった。リーマンはモーゼスを、好意的というよりは我慢強く見ていたが、次々に予算を確保し、公共施設を建てていくその才能には一目置かざるを得なかった。大恐慌のさなか、不況対策として連邦政府支出が急増する世の中で、これは大変重要なことだった。リーマンはモーゼスを緊急公共事業委員会委員長に任命し、州内のあらゆる大規模プロジェクトに人をつけ事業を始めさせた。この頃の経験から、モーゼスは事業計画を数多く手元に用意して、いつでも開始できるように準備しておくことがきわめて重要だと悟っていた。そうしておけば連邦政府が新規の予算を組んだときに、ほかに先駆けてすぐさま行動に移れるからである。ヘンリーハドソン・ブリッジの走行ルート確保のために奔走した際にも、彼は連邦資金をあてにしていたのだったし、その後もまた、あらたに別のプロジェクトをワシントンの連邦政府に説明し、資金援助を受けようと躍起になっていた。それがトライボローブリッジ計画であった。

#### トライボローブリッジ

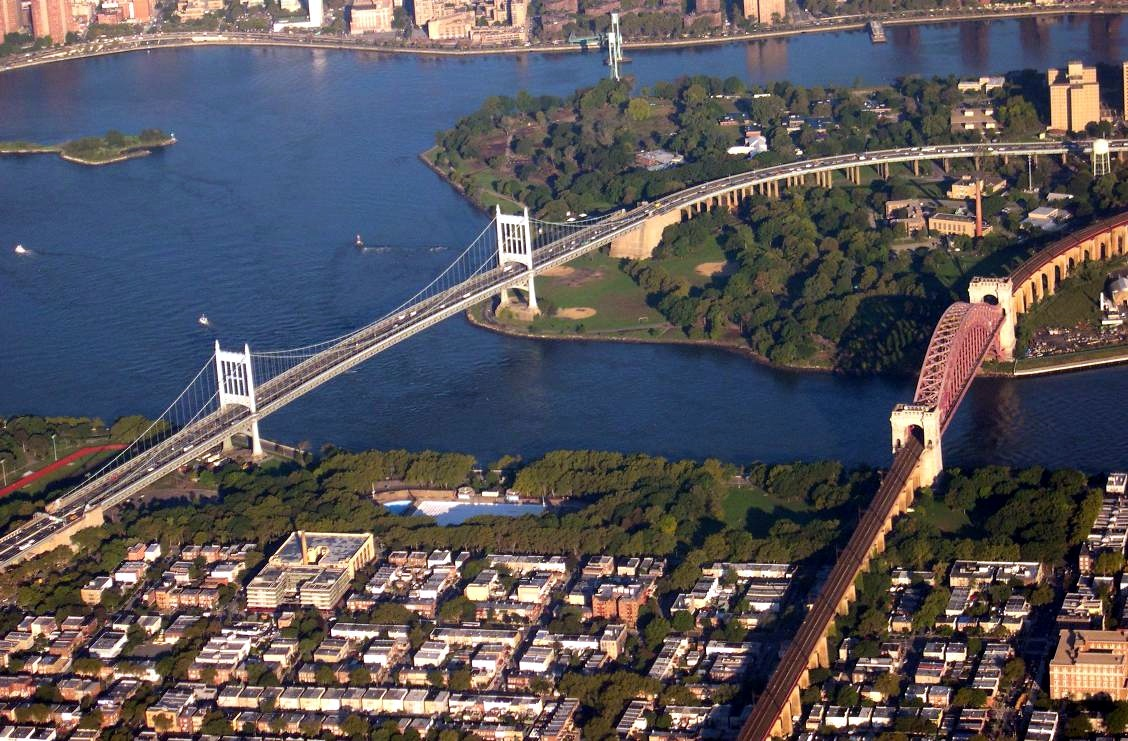
アストリア・パークとその中心にあるプールがあるTriborough Bridgeの一部（左）

モーゼスはニューヨーク市住宅公団公営住宅プロジェクトの建設を統括し、さらに他の多くの事業体をも統括したが、彼に最も権力を与えたのはトライボロー橋公社の長であった。
ニューヨーク市の技師が、1916年の初めにマンハッタン島とブロンクスそしてクイーンズを結ぶ橋梁を計画した。これはイーストリバーの端でワーズ島とランドールズ島を中継する予定で、橋は華麗な花岡岩で装飾され、鉄製の懸架ケーブルの支柱に挟まれたゴシック風のふたつのアーチが一組となって並ぶはずであった。だがこの計画は1929年の世界恐慌により棚上げされていた。新たにモーゼスが介入して、技師オスマー・アマンを指名、デザインを流線形にして、より近代的な体裁を整えた。この計画が実施されるかどうかは連邦政府の資金次第だったが、モーゼスは資金調達と、橋の補修整備をきちんと行うなんらかの半永久的組織をつくれば、ワシントンはこのプロジェクトを容認する可能性があるとにらんでいた。そこで彼は独立法人としてのトライボローブリッジ&トンネル公社を提案、これに建設と運営にかかわる資金調達を担わせることとした。この計画案は1933年の4月7日、リーマン知事によって署名され法律となった。この公社は連邦資金を補う追加資金調達のために、債券発行権限を付与されたうえ、橋の通行料という独立した安定収入も得ることができた。その結果として市や州政府の財政上の抑制均衡原則に影響されない自立組織としての運営が可能となったのである。こうして、トライボローブリッジ&トンネル公社はモーゼスの帝国の本拠地となった。彼はその帝国を築き上げるための法律草案を自分でつくり、まず役員となってその後総裁に就任した。この公社は市や州政府のものと同様に精級をきわめた独自の社章を持っていて、それは五十人あまりの警備隊員の制服、公式書簡、許可証、そのほか構築物の目につく場所にもつけられていた。
1936年にトライボロー橋（現在は正式にはロバートF.ケネディ記念橋）が開通。ブロンクス、マンハッタン、クイーンズを3つの別々のスパンで結んでいる。当局の公債契約および複数年にわたる総裁職任命により、市長および知事からの圧力をほとんど受けないようになった。ニューヨーク市とニューヨーク州は永久的にに資金を浪費していたが、橋の通行料収入は年間数千万ドルに達していた。ニューヨーク・ニュージャージー港湾公社当局は、債券を売って数百万ドルを調達することが可能で、大規模な公共建設プロジェクトに資金を提供。その後橋の交通量がすべての予測を上回ったため、通行料収入は急速に増加。債券を返済するのではなく、モーゼスはその収入を使って他の有料プロジェクトを建設していく。
州公園局の責任仕者になったときから、モーゼスは優秀で勤勉な人材をチームに加えることが肝要だと考えていたが、一方で彼自身の権威についてまで疑問を挟むような独立心が強い人間は、決して採用しないとした。それまであった病人や貧困者用施設を急遷移転させ、跡地にトライボロー本部の新事務所を計画したとき、モーゼスは命じて重厚な石灰岩仕様で、権力の拠点にふさわしい建物を設計させた。ワシントンからの資金は絶えることなく流れ込み、公社は間もなく黒字になった。その結果、組合労働者やコンサルタント、不動産開発業者、保険会社、そして投資銀行家など大勢を雇うことができるようになったが、彼らの生計は基本的にモーゼスが面倒を見ていた。市や州政府からの完全な独立を考えて、彼はせっせと周りに堀割を巡らしていた。1933年にラガーディアがニューヨークの市長に選出されると、モーゼスにチャンスが巡ってきた。新市長は、モーゼスを政権の象徴となる開発事業促進の責任者に指名したのである。彼は、モーゼスをトライボロー公社の最高経営責任者兼総裁に就け、完全な権力を振るえるように配慮し、さらに市公園局長にも指名した。アルフレッド・スミスが市長だった当時、部局統合して新たに州公園局をつくったのと同じ手法で、モーゼスは市の五つの区の公園部局をひとまとめにする法案を作成し、ニューヨーク市のパブリックスペースの大がかりな建造と修復に乗り出した。五番街にある公園局の本部事務所前で、この事業に応募する建築家の行列が、2ブロックの長さに及んだという。モーゼスは州で実行したのと同じように、市の公園 システムの改良を熱心に進めていった。

#### ブルックリン - バッテリーリンク
1930年代後半、ブルックリンとロウアー・マンハッタンの間に設ける追加の車両交通リンクを橋梁とトンネルのどちらとして構築するべきかについて、市当局内でも激しく論争がなされた。橋はなにより安価に造ることができるが、構造の背高がより高架でさらにスパンが長くなる橋梁であると、トンネルよりも上陸時により多くの傾斜路空間を必要とする。すると 「ブルックリン・バッテリー橋」はバッテリー・パークを間引いて物理的に金融街にまで侵入したであろう、そのために橋梁案はアメリカ地域計画協会、歴史保存主義者、ウォール街の金融利益、財産所有者、様々なハイソサエティによって、さらに建設労働組合、マンハッタン自治区首長、フィオレッロ・ラガーディア市長、そして知事ハーバート・H・リーマン らからも反対されていた。にもかかわらず、モーゼスはより自動車のトラフィック性を有し、トンネルよりも高い視認性モニュメントとして役立つ可能性があるブリッジ案を支持。より多くなる交通はより多くの通行料収入を意味し、それはモーゼスにとって公共の改善のためにより多くのお金を得られることを意味した。ラガーディアとリーマンはいつものように世界恐慌のせいにして支出を拒み、公共に回すお金がほとんどなかった。連邦政府は当時クイーンズ-ミッドタウントンネルと他の地域に1億500万ドル（2016年に18億ドル）を費やしていたが、後の資金が不足していた市はニューヨークへの追加資金の投入を拒否していた。トライボロー橋の通行料からの資金に驚いたモーゼスは、お金は橋にしか費やせないと考えた。彼はまた、プロジェクトのチーフエンジニアであるオーレ・シングスタッド (Ole Singstad) と衝突。彼は橋の代わりにトンネル案を選択していた 。
橋梁計画を妨害したのは主要な連邦政府承認だけであった。ルーズベルト大統領は、その場所で橋を構築すると戦略爆撃されることでイースト川がブルックリン海軍工廠上流アクセスが妨げられると主張するように戦争局に命じた。こうして橋梁案を阻止、バッテリーパークからブルックリンに渡る新しい六車線の橋を建造するモーゼスの新たな計画をルーズベルトに潰され、ブルックリン-バッテリートンネル案を不承不承受け入れた。
しかしトンネルの入り口は歴史的建造物であるクリントン城とそのなかにある水族館を取り壊して、その跡地につくるべきだと強くこだわった。こうしてモーゼスはキャッスル・クリントンにあったニューヨーク水族館を解体、はるかに広大なブルックリンのコニーアイランドに移転。提案されたトンネル出口構築がキャッスル・クリントンの基礎を損なうという特別な主張に基づいてであるが、これは明らかに報復策であった。彼はまたキャッスル・クリントン自体も破壊しようとした。歴史的な砦は、連邦政府に譲渡された後にのみ生き残るのであるが、実は市行政の権外で行動していたモーゼスがむやみに建物を壊さないよう、ラガーディアが警察を出動させたことも一度ならずとあった。
結局モーゼスはこのとき、トンネル建設以外での川をまたぐ横断手段を選ぶことは許されなかったのであるが、彼はブルックリンとロウアー・マンハッタンを結ぶトンネルであるブルックリン-バッテリートンネル （現在正式にはヒューL.キャリートンネル）を委託。トライボロー・ブリッジ＆トンネル・オーソリティからの1941年の出版物によれば、工学研究では認識がなされていないが、政府は「コストの2倍、運営費の2倍、エンジニアの難易度の2倍、トラフィックの半分」でトンネル建設を余儀なくされたとした。これらの結論からトンネルは、モーゼスが公に橋の選択肢に付け込もうとしたことよりもさらに多くの利点を持っていたのかもしれない。
モーゼスが渡河手段をトンネルより橋梁案を推すのはこれが初めてではなかった。彼は同様のことをクイーンズ-ミッドタウントンネルが計画されていたときにトンネル公社を舞台に展開するが彼は政治的基盤の欠如で失敗したときの同じ議論を提起していたのである。

## 都市計画事業への関与と陰り

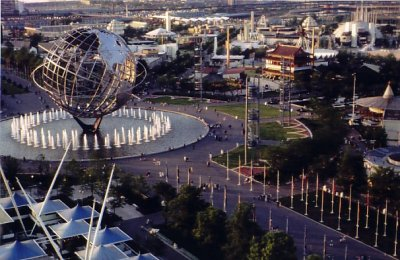
ニューヨーク州立パビリオンの展望台から見た1964年から1965年のニューヨーク万国博覧会の眺め。フェアのシンボル、ユニスフィアは中心的なイメージです。

### 戦後の都市開発プロジェクトの影響

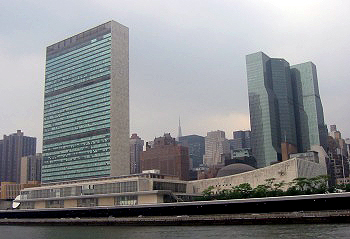
イーストリバーから見たニューヨークの国連本部。事務局棟は左側、総会棟は塔の右側の低い建物です。この建物群は、もう一つのモーゼスの創造物であるFDRドライブにまたがっている

行政機構の問題から転じて、モーゼスがはじめて都市計画に手を染めたのは、1920年、知事の命により、ニューヨーク州の公園と道路の改良計画を作成したことである。1924年に、ニューヨーク州公園委員会が設立されると、彼はその委員長に任命された。モーゼス36歳の時である。また、ニューヨーク州の一部であるロングアイランドに州立公園が設けられ、委員会ができると、彼はその委員長を兼ねた。
ニューヨーク州は、別名をエンパイヤ・ステートと呼び、米国50州の筆頭で、歴代の知事はいずれも米国政界の大立者。その民主党と共和党を問わず、党派を超越して、モーゼスは、歴代の知事に重んぜられた。彼の生涯の経歴は、公園行政が出発点となったと見るべきである。
ニューヨーク州職員のモーゼスを、ニューヨーク市にも迎えたのは、名市長として謳われたラガーディアで、1934年、モーゼス47歳の時であった。その時与えられた公園管理者（パークコミッショナー）の地位を、彼はその後20数年間にわたって独占している。先に述べたようなさまざまな地位を兼務していながら、そのすべては無給で、俸給は、この公園管理者、として受け取っている。このほか有給職は州立電力公社の総裁職で、それらの税引き後の収入では二万二千ドル程度にすぎなかった。懐事情に関しては生涯、公私混同を嫌う潔癖さで、蓄えも乏しかったとされる。
モーゼスのニューヨーク市での最初の任務は、ニューヨーク市の公園と沿道(パークウエイ)の系統を、州の計画を考慮しながら、すでに市域外にまで発展している大都市ニューヨークの公園行政に一貫した政策を打ち出すことにあった。複雑な事情の錯綜する市の公園の再検討がなされたことは、モーゼスの手がけた人によって現実の計画をまとめる一例であったということができる。それは、マスタープランを作成する性質の総合計画ではなかった。相反する要素を巧みに調整する困難な仕事に彼が手を染めたことは、次第に、彼に独自の任務を課する素因となり、余人をもって代えがたい地位を少しずつ築いていった。モーゼスが、そのような影響力を持ち得た理由を考えるにあたっては、州政府や市政府のなかにおける行政的な実績だけではなく、その立場を離れて頼まれた多数の業績を無視するわけにはいかない。長い公務員の生活の間に、モーゼスは頼まれて、さまざまな仕事に力を貸している。大統領フーバーによる有名な米国政府機関の改革を点検する調査が発足したとき、モーゼスは、公共事業に関する顧問団を主宰している。これは、1948年のフーバー報告書の一部に織りこまれている。
第二次大戦後には、米国軍部の要請に応えて、ドイツの経済状態について詳細な調査を実施している。このほか、ピッツバーグ、ポートランド、ボルティモア、ニューオーリンズ、ハートフォードなどの市政について、あるいは、都市計画について助言を与えている。
第二次世界大戦後、ラガーディア市長が引退し、一連の後継者は彼の提案のほとんどすべてに同意するほど、モーゼスの力は高まった。1946年にウィリアム・オドワイヤー市長によって市の「建設コーディネーター」に任命され、モーゼスはワシントンとニューヨーク市の事実上の窓口代表になった。モーゼスはまた、ラガーディアの下で免れていた公営住宅に対する権限も与えられた。オドワイヤーが不名誉の中で辞任を余儀なくされ、ヴィンセント・R・インペリテリ (Vincent R. Impellitteri) が後継になったとき、モーゼスはインフラストラクチャープロジェクトに対してさらに大きな舞台裏のコントロールをすることが可能となる。モーゼスの最初のステップの一つはインペリテリが就任した後、街中に及ぶ市長のほぼ無限の力を削減して、その過程で1938年以来進行中であった市全体の総合ゾーニング計画作成を停止させた。モーゼスはまた、ニューヨーク市のプロジェクトのためにワシントンで交渉する唯一の権限を与えられた。1959年までに、彼は何百エーカーもの土地に28,000のアパートを建設する責任者にも就任。その頃はタワー化する際は公園の塔というコンセプト、高層ビルの間に草が茂るエリアを残すことが革新的で有益であると考えられていたのであるが、高層ビル建設に際して敷地を確保する際に、モーゼスは時に彼が建てたのと同じくらい多くの住宅を破壊した。
1930年代から1960年代にかけて、スロッグスネック橋 (Throgs Neck) 、ブロンクス・ホワイトストーン橋、ヘンリー・ハドソン橋、そしてヴェラザノ＝ナローズ・ブリッジ (Verrazzano-Narrows) の橋の建設を担当。彼の他のプロジェクトには ブルックリン、クイーンズ高速道路とスタテン島高速道路があり、インターステート278 ; クロスブロンクス高速道路も含めほとんどが一緒の構成。ほかにも多くのニューヨーク州立パークウェイそして他の高速道路も手掛ける。連邦が関心を示したパークウェイからフリーウェイシステムへと移行し、戦前の高速道路の景観や商業交通規制に欠けていたものを、新しい道路では大部分を新しいビジョンに適合させた。彼はシェイ・スタジアムとリンカーン・センターの事業にも背後に関わり、国連本部誘致にも貢献。
モーゼスはニューヨーク地域以外にも影響を及ぼす。1940年代から1950年代初頭にかけて、アメリカの多くの小都市の公務員が彼を雇って高速道路網を建設した。例えば、オレゴン州 ポートランドは1943年にモーゼスを雇った。彼の計画は街の中心を一周する輪を含み、拍車が近所を走っていた。この計画のうち、I-405、I-5とのリンク、およびフリーモントブリッジのみが建設された。現代のポートランドのために築いたのがロバート・モーゼス、車通勤者、スモッグ、およびスプロールを「ビッグアップル」に連れて来たのは、高速道路と橋に関するニューヨーク市のグリッド建築請負師モーゼスである。1943年に、ポートランドの都市は、その都市の未来をデザインするために、モーゼスを雇用した。モーゼスは、地域を走り抜けている拍車高速自動車道路の網で都市のコアのまわりのハイウェーループをチャートで示した。都市と状態はその計画の多くを抱擁した。モーゼスが想像したループが、各州間で実現ことになったが、それとしての405は、フリーモント橋を横切って、北で、都心部と運転する南のI-5と結び付ける。
モーゼスは自動車の運転方法を知っていたが、有効な運転免許証を所持せず、代わりに彼は運転手付きリムジンに頼った。
モーゼスの自動車に対する見方は1920年代には固まっていた。そのとき自動車はビジネスよりも人生の喜びのための自動車として見られていた。20世紀の前半にモーゼスの高速道路の理念、「都市の肺」であると同時に、移動する喜びであることを意図したパークウェイ-湾、手入れの行き届いた「リボンパーク」から第二次世界大戦後の経済的拡張といった自動車社会の理念は、とりわけ潤沢に連邦が資金提供する州間高速道路網の形で、高速道路交通をもたらした。
知才のなさでも、押しの強さでもモーゼスにかなう者はいなかった。

#### ブルックリンドジャース
ブルックリン・ドジャースの所有者ウォルター・オマリーはエベッツ・フィールドを、時代遅れと荒廃から置き換えるように努めた。何年かにわたり彼が構築するために提案したのは、ロングアイランド鉄道駅入り口近くの、アトランティックとフラットブッシュ通りの角地を徴用し、そこをドジャースの新しい本拠地にしようと考えていた。新スタジアムの近くにはロングアイランド鉄道のアトランティック・アベニューと次にフラットブッシュ・アベニュー（の角にバークレイズ・センター、NBA ブルックリン・ネッツとNHL ニューヨーク・アイランダースの本拠地）があり、オマリーはモーゼスに著名な点を考慮してこの財産を守るのを手助けするように相談した。住宅郊外化の動きとモーゼスのつくった道路網のおかげで、ドジャースのファンは市中から逃れてロングアイランドの新興開発地域レビットタウンなどに居を移してしまっていたのであり、ドジャース本拠地のエベッツフィールドはロングアイランド鉄道の駅から遠く、しかも駐車場が七百台分しかないこともあって以前の活気はなくなっていた。入場者の数が顕著に落ち込み、野球場はさびれていたのである。
オマリーは、新たなドーム球場を民間資金で賄う計画を立てていたが、球場予定地には食肉市場や工場建物や倉庫などが建ち並んでいて、市の力を借りて整理する必要があった。モーゼスは以前ほかでプログラムの適合基準を甘くしたことは、ままあったのである。しかしモーゼスは要請を拒絶、球場予定地を「タイトル1」の対象プロジェクトにさせるわけにはいかないと主張。とはいうものの新しい野球場をモーゼスも望んではいたが、彼はブルックリンではなく、モーゼスはニューヨークの最新のスタジアムが世界の見本市の前の（そして結局のところ将来の）場所クイーンズのフラッシング・メドウズ・コロナパークと万博の跡地で、のちにシェイ・スタジアムが建った場所を考えていた。こうしてすでに敷地内に駐車場を建設することを決めたことで拒否した。さらに、オマリーの提案 - 元々支払っていたと言っていた金額の何倍もの間、市にその資産を取得させるという - 民間企業に対する政府補助金は、モーゼス賛成派および反対派の関係者、新聞、そして一般大衆によって受け入れられなかった。オマリーは、チームのブルックリンのアイデンティティを挙げて、この計画に熱心に反対した。モーゼスはそのオマリーの決心を拒否。
オマリーと彼の考えは相いれず、モーゼスは一歩たりとも譲ろうとしなかった。新たに市長に選出されたロバート・ワグナーは、ドジャースがニューヨークを見捨てるのではないかと懸念し、オマリーとモーゼスの会合を呼びかけ、1955年になってグレイシーマンションのベランダでそれが実現。CBSニュースのクルーが録画していたその会合で、モーゼスはオマリーを金太りしたスポーツチームのオーナーが市を脅迫していると責めたてた。オマリーはつまるところ遊びをやめて自分のビー玉を拾い集めて家に帰りたいと勝手を言っているにすぎないとモーゼスは切り捨てた。モーゼスとてオマリー同様、野球場の今の窮状を憂いており、そのような言い回しのほうが一般の人の心に響くと思ったらしい。
その年のヤンキースとのワールドシリーズ戦でオマリーはチームをロサンゼルスに移すと宣告、今に至るまでモーゼスはドジャースをブルックリンから引き離した張本人として悪しざまに言われている。一方でオマリーは多くの有力者とつながりが深いアイルランド系実業家で、戦略的な考えの持ち主であったが、打開策は見つけられなかった。1957年のシーズンの後、ドジャースはロサンゼルスへ、ニューヨークジャイアンツはサンフランシスコへ向かった。モーゼス後で55,000席の多目的構築することができたシェイ・スタジアムの敷地に、建設は1961年10月から1964年4月にその完成が遅れるまで続いた。スタジアムが破壊されてシティ・フィールドに置き換えられた2008年までシェアでプレーしていたニューヨーク・メッツは、スタジアムは拡大のフランチャイズを集めた。ニューヨーク・ジェッツのサッカーチームは1964年から1983年までシェアリングでホームゲームをプレイし、その後チームはニュージャージー州のメットライフ・スポーツ・コンプレックスにホームを移した。

### モーゼス時代の終わり
しかし彼の30年代から50年代までの影響力も1960年代にはかげりりを見せ、旧ペンシルベニア駅を反対を押し切っての取り壊し、ニューヨーク万国博覧会 (1964年)の入場者が予想以下の低迷、グリニッジ・ヴィレッジを横断する下部マンハッタン高速道路（Lower Manhattan Expressway）がジェイン・ジェイコブズの代表を務める草の根会の反対などで取り止めなどがあった。

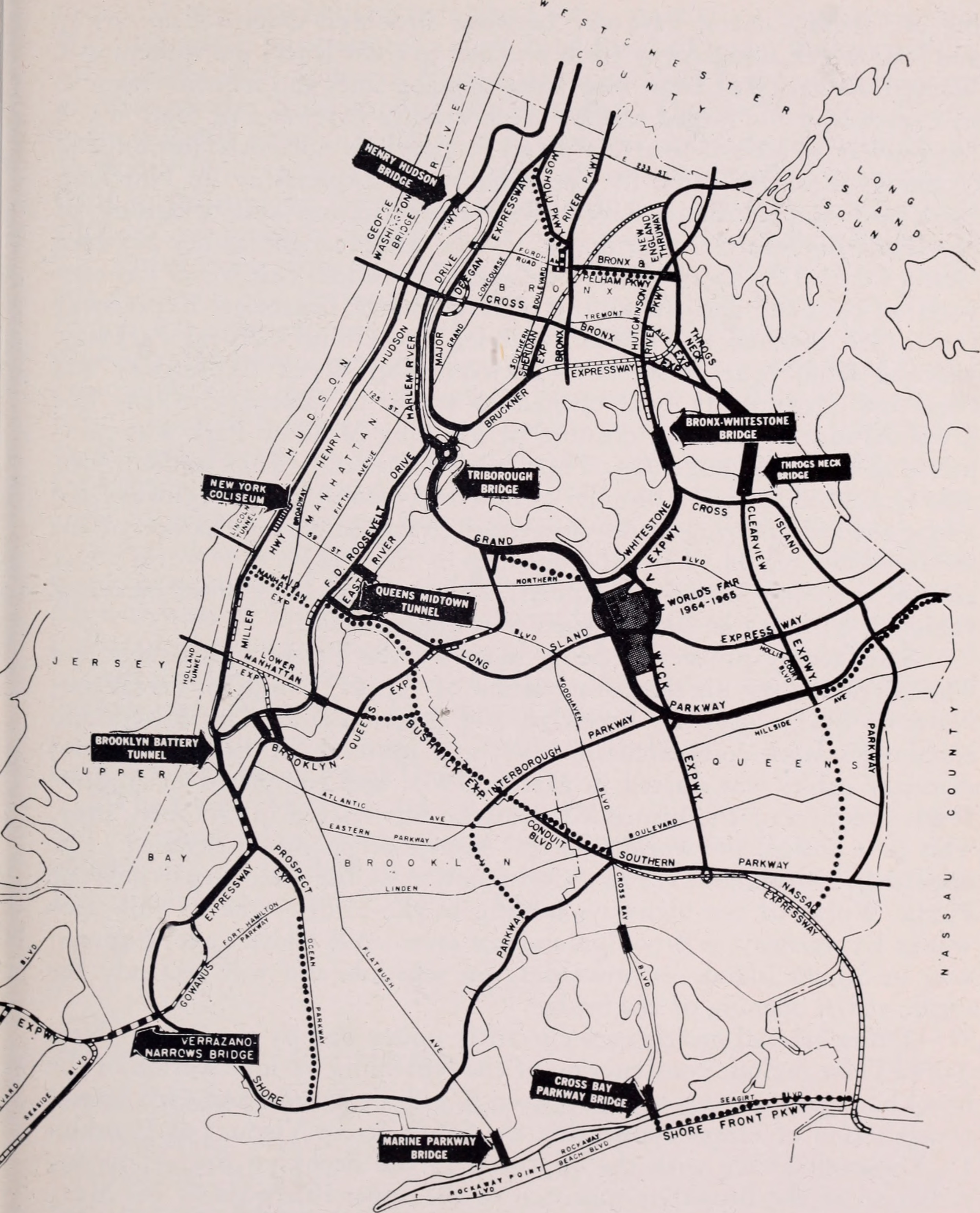
1964年のParks Departmentのマップ。未構築の道路や部分的にしか完成していない高速道路など、モーゼスの多数のプロジェクトを示している。

モーゼスの評判は1960年代の間に薄れ始めた。この頃、モーゼスの政治的洞察力をもってしてもおそらく勝つことができなかったいくつか物議をかもす政治的な戦いの道を進んだので、失敗し始めた。たとえば、無料のShakespeare in the Parkプログラムに対する彼のキャンペーンは、多くの否定的喧伝を受け、高価なTavern-on-the-Greenレストランの駐車場を確保するためにセントラルパークの日陰と化す遊び場を破壊しようとし、アッパーウエストサイドの中流階級有権者間において敵と化した。
反対はペンシルバニア駅の取り壊しでクライマックスに達するが、その多くはモーゼス「開発計画」で培った考え方に起因する。解体は財政的に厳しかったにもかかわらず、ペンシルバニア鉄道が実際に解体を担当していたのであるが、この時期偶然に起きたニューヨークの最も偉大な建築物の目印の破壊は、グリニッジ・ヴィレッジを通り抜けていたであろうローワーマンハッタンエクスプレスウェイと現在のソーホーを建設するというモーゼスの計画に多くの都市住民が反対するよう促すこととなった。この計画もロングアイランド・エクスプレスウェイも政治的に失敗した。この時期の最も批評的な批評家の一人は、都市活動家のジェイン・ジェイコブズだった。著書アメリカ大都市の死と生『偉大なアメリカの都市の死と生涯』は、モーゼスの計画に反対していく方向に導くのに役立っていく。市政府は1964年に高速道路建設を辞退した。
モーゼスの権力は1964年のニューヨーク万国博覧会との関係によってさらに侵食された。このイベントに7000万人が参加するとの彼の予想は非常に楽観的であることを証明し、公正な幹部や請負業者に対する寛大な契約問題は経済的にも悪化させた。それとは反対の証拠にもかかわらず、モーゼスが公正かつ重大な財政的困難を公然と否定した結果、報道機関および政府機関による調査が引き起こされ、会計上の不正が発見された。見本市では、モーゼスの評判は、過去において有利に働いていたのと同じ個人的な性格を出しかえって損なわれていた：プレスらの意見を軽視など。さらにこのようなイベントを監督する世界的機関博覧会国際事務局 （BIE）によってフェアが認可されていないという事実はイベントの成功にとって計り知れないのであるが、モーゼスは出展者への地上賃料の請求に対する制限を含むBIEの要件を受け入れることを拒否し、BIEはその加盟国に参加しないように指示、さらにアメリカ合衆国はすでに1962年にシアトルで認可されたシアトル万国博覧会を開催しており、組織の規則によると、10年間でどの国も1つ以上のフェアを開催することはできないのであったため、ヨーロッパの主要な民主主義者、そしてカナダ、オーストラリア、そしてソビエト連邦はすべてBIEのメンバーであり、彼らは参加を拒否し、代わりにモントリオールでのエキスポ67のために参加準備を注入した。
世界博覧会の大失敗の後、ニューヨーク市長ジョン・リンゼイはネルソン・ロックフェラー知事と共に、ニューヨーク市地下鉄運営費など市の当時財政的に苦しんでいた機関の赤字を補うためにトライボロー・ブリッジ・アンド・トンネル・オーソリティ（TBTA）の橋とトンネルからの収入を振り分けようとした。モーゼスはこの考えに反対し、財政流入を防ぐために戦った。リンゼイは彼の着任ポストからモーゼスを外した。そして、市の最高責任者としてワシントンで連邦高速道路の利益のためにと提唱することになる。
TBTAを新たに創設されたメトロポリタン・トランスポーテーション・オーソリティ (Metropolitan Transportation Authority) （MTA）に組み入れるという議会の投票は、TBTAの債権者による訴訟につながる可能性、債券契約は州法に記載されているので債権者がそのような訴訟に関して承認の権利を持っており、既存の契約上義務を損なうことは違憲であった。しかし、TBTA債券の最大の保有者、他のすべての代理人は知事の兄弟であるデイヴィッド・ロックフェラーが率いるチェイスマンハッタン銀行であったので訴訟は提起されなかった。モーゼスはTBTAにその訴訟を起こして法廷に行くよう指示することができたかもしれないが、合併した権威の中での役割は約束されていたので、モーゼスは合併に異議を申し立てることを避けた。1968年3月1日にTBTAはMTAにまとめられ、モーゼスはTBTAの長としての地位を断念した。彼は結局MTAのコンサルタントになったがしかし、就任した新会長と知事は彼の権限を凍結。約束された役割は実現せず、そしてすべて実用的な目的に対してモーゼスは力がなかった。
モーゼスは、ネルソン・ロックフェラーが最後の偉大な橋梁プロジェクト、ライ～ロングアイランドクロッシング～オイスター・ベイまでを横断する橋の必要性を確信していると考えていた。ロックフェラーは1960年代後半から1970年代にかけてこのプロジェクトを強く求めず、郊外の共和党員も大衆の反発が自身の再選挙の見通しを妨げることを恐れていた。1972年の調査では、この橋は賢明で環境にやさしいものであることがわかったが、反開発的感情は克服できず、1973年にロックフェラーは橋の計画を取り消した。

### パワーブローカー
主な記事：パワーブローカー
極め付けは、ロバート・カロ著『ザ・パワーブローカー』の出版で、これはモーゼスの生涯を詳しく調べて否定的に捉えた本で、ピューリッツァー賞 伝記部門（1974年）を貰い、今では20世紀の伝記分野の代表な作品になっている。
モーゼスのイメージは、1974年にロバート・A・カロによるこのピューリッツァー賞受賞伝記の出版で、さらに打撃を受けた。カロの1,200ページの作品（3,000ページを超える長さから編集）は、モーゼスを概して否定的な見方で示した。エッセイストのフィリップ・ロパートは次のように書いている。「モーゼスの大衆に対する悪魔的な評判は、主にこの書に辿ることができる。たとえば、クロス・ブロンクス・エクスプレスウェイ (Cross-Bronx Expressway) の建設に対する感度の欠如、および公共交通機関をいかに嫌っているかについて説明している。1975年にピューリッツァーの伝記賞とフランシスパークマン賞（ アメリカ歴史家協会によって授与される）の両方を受賞、さらにはモダン・ライブラリーによる20世紀の歴史においてノンフィクション最高の100冊の本の一つにも選ばれた。出版時に、モーゼスは伝記を23ページの陳述で非難し、それに対してカロは自分の作品の完璧さを守るため応酬。カロによるモーゼスの人生描写は、初期の功績を称え、ジョーンズビーチとニューヨーク州立公園システムをどのように考案し創作したかを示すだけでなく、彼の従来の夢、モーゼスの権力願望が彼にとって人生で最も重要になっていくことを示していく。モーゼスは、ニューヨーク市全域に13の高速道路を建設し、都市の構造や人口規模をほとんど気にせずに大規模な都市の更新プロジェクトを推進したことで、近隣住区を幾度も破壊していったと非難している。それでも作者カロは彼の中心的なふるまいにおいて、より中立的に進めている：都市はモーゼスでないなら、非常に異なる発展をしたであろうと。
実は1940年代、1950年代、および1960年代に、他の米国の都市がニューヨークと同じことをしていた。例えば、サンフランシスコ、ボストン、そしてシアトル、それぞれが繁華街内をまっすぐに通る高速道路を構築した。ニューヨーク市計画と建築識者は大多数が自動車社会を信じ、1940年代と1950年代にかけてのル・コルビュジエとミース・ファン・デル・ローエの思想は、モーゼスを支えていた。ニューアーク、シカゴ、セントルイスなどの他の多くの都市も、大規模であるが魅力のない公営住宅プロジェクトを推進した。
しかし、カロは一方、モーゼスが人種差別的傾向を示していたことをも指摘している。この種の“容疑者”は特にこの種の退役軍人のために設けられた住宅団地に移住する第二次世界大戦の黒人退役軍人に対して抱いており、うわさとして、白人地域で潜在的なアフリカ系アメリカ人の住民を追い払うために、スイミングプールの水を冷たくしようというのもあったとする（後述）。
この書で一般市民はモーゼスを世論を無視するいじめっ子と見なすようになったが、カロの本が出版されるまでは、彼の私生活についての詳細自体あまり知られていなかった。例えば、彼の兄ポールは貧しい生活に見舞われた。カロが母親の死の直前にポールにインタビューした際、母の死に際にロバートの好意で仲直りさせるために母親に過度の影響を及ぼしたと語った。カロは、兄ポールが長期に渡り母親と疎遠状態で、彼女は自分と仲を取り戻したいという希望があってのことであったが、ロバートによるその後のポールへのふるまいは、合法的には正当なのかもしれないが道徳的には疑わしいと示唆した。
モーゼスは水泳については生涯にわたり愛好し、そしてコロニーヒルヘルスクラブの熱心な会員であった。

### 死

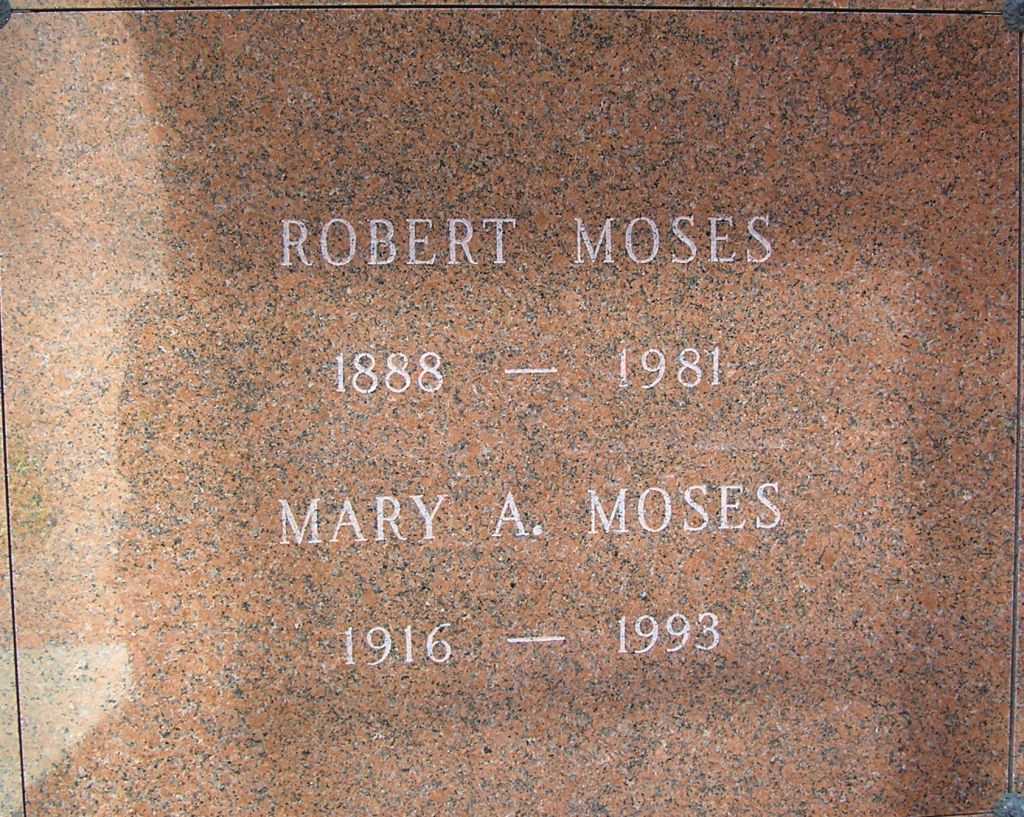
ロバート＆メアリー・モーゼス夫妻の墓碑

モーゼスは1981年7月29日、ニューヨーク州ウェストアイスリップのグッドサマリタン病院で92歳で心臓病で亡くなった。最初の夫人は50年代後半から夫への世間の声に精神を蝕み、寝たきりになって1966年に亡くなっている。それ以降モーゼスは27歳年下の秘書と再婚していた。
モーゼスはユダヤの出自で、19世紀後半の倫理文化運動に触発された世俗主義的に育てられたが、後にキリスト教へ回心者となる。ニューヨークのベイショアにあるアメリカ聖公会セントピーターの海上司教教会で礼拝後、ニューヨークのブロンクスの ウッドローン墓地にある野外霊廟の地下室に埋葬された。

## 人物

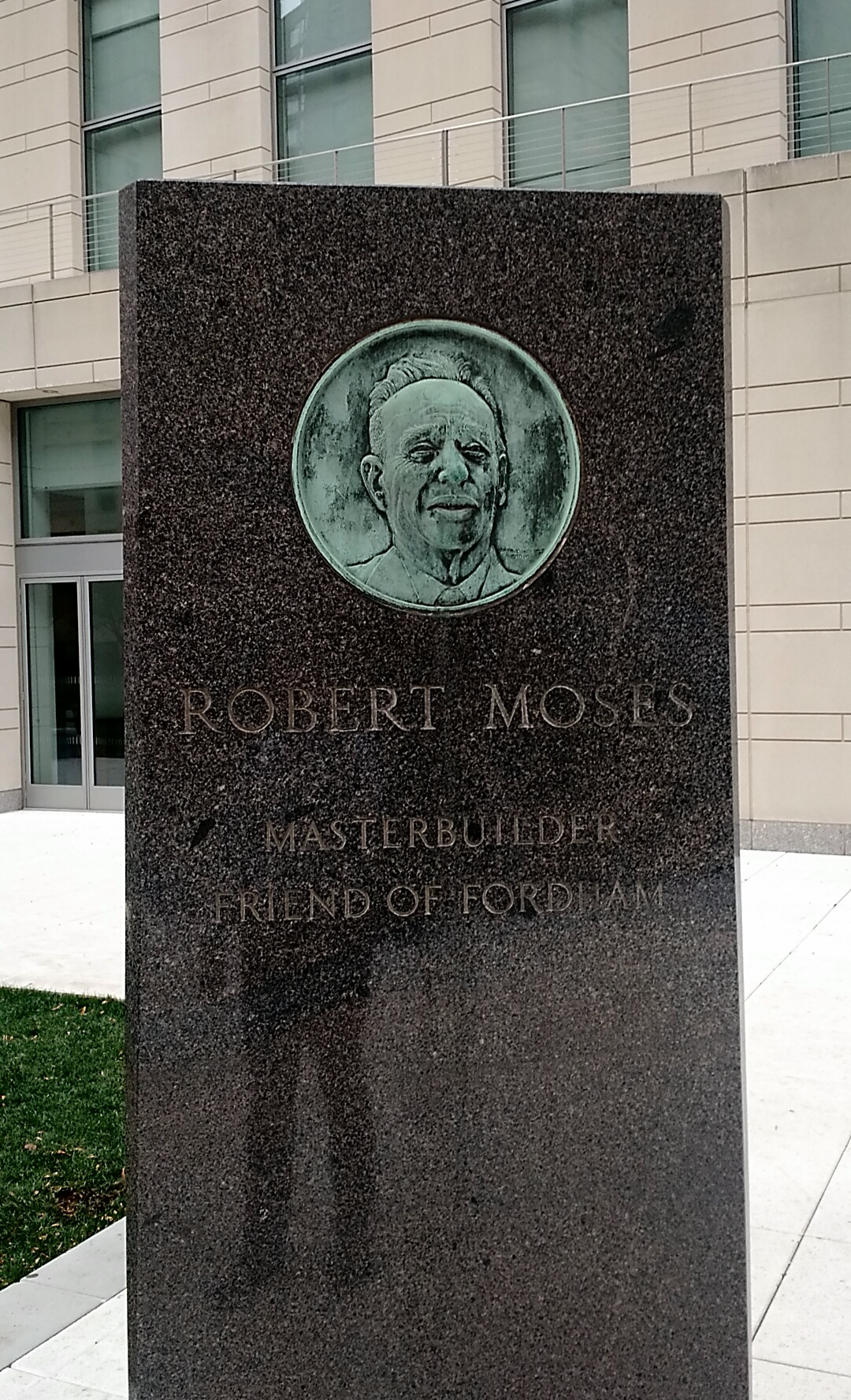
フォーダム大学リンカーン・センターにあるモーゼスの碑

モーゼスは、いわゆる口八丁・手八丁である。筆も立てば弁も立つ。自身の著書としては、1939年の『Theory and Practice in Politics』のや、後に刊行された『Promise and Performance in Public Service』などを挙げることができるが、元来はまとまった著書よりも、時に応じて見解を発表する小文や演説でその本領を発揮している。モーゼスとともにニューヨークの都市計画委員をつとめたロジャース(Cleveland Rodgers)の書いたモーゼスの伝記でも、その文才を誉め、統計的な数字よりもすぐれた詩情を盛った名文だと評されている。
1953年に、ゼネラル・モーターズ社が、米国の道路改善について懸賞論文を募集したが、モーゼスは4万4000の論文に伍して、首席を獲得したことは特筆すべきことである。彼は、プリンストン大学、エール、ハーバード大学など、多くの大学に講師として招かれるとともに、数々の名誉学位を授けられている。一方でモーゼスは辛口の弁舌で、自身の州知事選に役立つことはなかったが、市の局長ならびに独立法人の長としてでは、爆弾発言を気の向くままに投げつけることが行われた。モダンデザインのよき理解者であったにもかかわらず、建築家や都市計画家に対して特別ののしり言葉を使った。
フランク・ロイド・ライトとメアリー夫人が遠い親戚だったよしみでソロモン・グッゲンハイム美術館の建設が暗礁にのりあげたとき、ニューヨーク市の職員だったためいろいろとライトに尽力したこともある。彼はライトと個人的な手紙を頻繁に交わしていて、グッグンハイム美術館の建設も応援したのに、この高名な建築家をソビエトでは、「我が国で最も大な建築家」と呼んでいる、と酷評。ルイス・マンフォードは都市計画の理論家で「ニューヨーカー」 誌専属の建築評論家でもあったが、モーゼスは彼を「歯に改着せぬ急進派」で、筆は立つが建築実績は皆無、左翼の都市計画理論家の有象無象にすぎないとけなして、各々共産主義と関連があるとほのめかしたこともある。
人物評伝によれば、モーゼスは共和党を支持し、最も好きな文学作品は、アナトール・フランスの「ユダの大守」であると記されているが、これは数あるアナトール・フランスの小品のひとつである。20世紀のロバート・モーゼスは、文字通り、巨大都市ニューヨークの隅々にまで、その建設力を誇示している。ニューヨークの町並みを見渡す写真で、彼の息のかかっている建設物の見当たらないものはあるまいといわれるくらい、彼の足跡は、ニューヨークに行きわたっている。その行き方が総合的でないにしても、その建設力の大きさに一驚を喫しないわけにはゆくまいし、ニューヨークそのものが、彼の記念碑と化している。
しばしば、モーゼスは、ロシアの皇帝の称号ツァー(専制君主の意味がある)と呼ばれることがあった。それは、モーゼスの成し遂げた事業の実績、そしてその過程におけるさまざまな仕事の進め方から来た称号らしいが、必ずしも、独断専制を意味するものではない。
人間が計画する道路はヒエラルキーを持っていることから上位の道路がコネクターとなり、そこに交通が集中するため、渋滞を緩和するために道路を建設すれば、結局は交通渋滞を誘発するという誘発論は、「ロバート・モーゼスのパラドクス」などと呼ばれた。このモーゼスのパラドクスは、アメリカの交通工学や建築・都市を扱った専門書で取り扱われることが多い。

### 評価
モーゼスは、執念深く復讐心に燃えた男として当然ながら評判が悪かった。
セントラルパークの豪審な宴会場であったカジノを、ジミー・ウォーカー市長が華美なプライベートパーティに使用したので取り壊し、最も親しいアル・スミスを怒らせてしまった。また、86丁目の端にあったコロンビアヨットクラブも、そこの支配人が彼に対して礼を欠いたという理由で取り壊してしまったということもある。

#### 批評とパワーブローカー
モーゼスはカロが1974年に受賞した伝記『The Power Broker』で大いに批判されることとなった。この本は、ニューヨーク州議会で承認された資金をはるかに超えて大規模プロジェクトを開始するというモーゼスの慣行を強調している（偽の共犯者として）。また、北部州立公園の計画ルートをひそかにシフトした場合を含んでいた、政治的権力側で利便性を旨とし「工学的配慮」のみによって、土地を失い、時には生計を失った家族農場の所有者に伝えながら、金持ちの土地にかかるのを避けるため大きく距離を迂回させる、モーゼスに反旗した役人たちを名誉毀損とし、レッドスケア時代の共産主義者たち呼ばわりしたと紹介。伝記はさらにモーゼスが郊外公園建設など自身の好みを反映して学校教育および他の公共事業の必要性に対して抗戦したことに留意している。
モーゼスの批評家は、彼が市民生活よりも自動車交通を好んだと非難している。ニューヨークに住む何十万もの住民追い出しを通して複数の高速道路建設することによって元あった近隣を破壊したと指摘している。これらのプロジェクトはサウス・ブロンクスとコニーアイランドのアミューズメントパーク壊滅に貢献、ブルックリン・ドジャースとニューヨークジャイアンツといったメジャーリーグの野球チーム移転を引き起こし、そして失業と放置による公共交通機関の衰退を早めたとした。高速道路が建設されたためニューヨーク市地下鉄の拡張計画が妨げられた。1930年代から1960年代にかけて建設された公園道路や高速道路が、少なくともある程度は計画されていた地下鉄路線に取って代わっただけである。1968年の行政行動計画は達成しなかったが、これに対抗することが望まれていた。

#### 人種差別
カロの『The Power Broker』はモーゼスの対処を指摘。車を所有しておらずバスで到着するであろう「貧困層や中流階級の家族による州立公園の利用を制限する」ためと黒人を落胆させるため特にロングアイランド州立公園システムの中心的存在であるジョーンズビーチを訪れても、たとえ彼らがとにかく来たとしても（他の道で）バスを駐車する許可自体もブラックグループが得ることを困難にするような措置、代わりに、黒のライフガードを「遠く離れた、発展の遅れて人けのないビーチ」に割り当てる、プール内の水温を低く保つ、商用車の排除など。低架橋は審美的な理由でならば適切な処置として採用されていたので、初期のパークウェイでは標準的であったが、ここでは将来の立法者までが商用車を許認可する場合により困難にするために、低架橋をより多く利用させたようであるとしている。カロはモーゼスが張り巡らしたパークウェイは立体交差する陸橋を意図的に低く設計することでバスやトラックの通行を妨げることで、自動車を保有できない貧しい黒人たちから公園での娯楽を奪ったと非難した。また、プールの水温を低くして、冷水に弱いとされる黒人を排除したとも攻撃、人種差別者だと決めつけている。ただ、これをモーゼスの意図的な仕業だとするカロの根拠は、必ずしも堅固だとはいえない。彼はモーゼスの権威失墜後かつての彼の部下との面談からこれらのことを引き出しているのである。アフリカ系アメリカ人が主に白人の人口が多い地域でプールを冷たくすることによってプールを使うのを妨げることができると主張したのは、モーゼスの親しい仲間たちの証言である。
そしてモーゼスは、後に裁判沙汰になった、第二次世界大戦の退役軍人を収容するために造られ、メトロポリタン生命保険が事業参加したマンハッタンの住宅団地であるスタイヴサント（Stuyvesant）に黒人の戦争退役軍人を入居拒絶することに反対する。メトロポリタン生命が白人と黒人を混住させることで不動産価値が損なわれると考えたのは1950年代当時のアメリカの一般的風潮であった。
モーゼスの人種差別について、ケネス・ジャクソン教授はモーゼスの活躍した20世紀初頭あたりは当然のこと、パークウェイ建設時に至るまで肌の色による差別は合衆国では一般的だったとしている。その上で縁のリボンとも調われるパークウェイではすべての立体交差橋は美しい石造りのアーチ型をしていて、商業車の走行さえも一切禁止されていたから、ことさら極貧層、黒人層のバス行楽を狙ったものではないはずで、彼の建造した一般高速道は当然ながら商業車走行が自由だったから、カロの指摘はあまり意味を持たないこと、またモーゼスは黒人居住地にも小規模の遊び場、公園さらには大規模ブールを多数つくっていて、むしろ彼らの娯楽、福祉に関心を持っていたという。彼以前に、こんな配慮をした人物は誰もいず、もちろんモーゼス自身バークウェイについても、プールの水温についても、批判に対して、強く否定している。コロンビア大学のアフリカ系アメリカ人研究家 マーサ・ビオンディ教授は、1943年8月1日付け「ニューヨーク・タイムズ・マガジン」に載ったモーゼスの小論「どうした? ニューヨーク」でモーゼスは州の公民権法修正案制定の動きに水を差したとして、白身の関与を明らかにした。ジムクロウ法にみられる人種隔離思想に染まっていたのだとビオンディ教授は指摘している。行政官が、おおやけの場で州公民権法修正に水を差したと自ら唱えることの是非はあるにせよ、当時そのような風潮はモーゼスに限ったことではなく、たとえば、1949年の連邦住宅法タイトル1の法案審議に際して、リベラル派の議員たちでさえも人種差別禁止条項の挿入について反対する者が多数みられた。彼らは、南部の民主党に気を遺い、機嫌を損ねて法案事態が廃案になるのを恐れていたという。金融関係、不動産関係そして連邦のいくつかの部局さえもあからさまに時に陰で、差別禁止条項の導入を妨害していた事実もあった。当時は黒人が地域に流入すれば不動産相場は急落したから連邦住宅公社でさえも地図上で黒人地域を赤線で囲って周辺と区分していたし、またあるプールでは黒人の子供が遊んだからという理由で、水が入れ替えられることまで起こるそのような時代だった。公民権法が削定されたのはリンドン・ジョンソン大統領治世下の1964年7月2日で、かなり先のことである。
ニューヨーク市の五行政区で見ると、現在でこそ黒人の人口比率は25パーセントを超えているが、1920から40年当時は5パーセント程度の圧倒的マイノリティであった。そうした世相を考慮すると、とりわけモーゼスが人種差別主義者だと非難するのは行きすぎで、ましてや、公共事業における彼の偉大な功績はいささかも損なわれないとビオンディ教授は主張。
モーゼスは伝記に応じて、都市再生で「私が削除することが、ビルダーに自分のジョッキを上げる」旨と援護、貧困と少数派コミュニティの強制移転は必然的に伴う事項の一部としており、そうせず「ゲットーを撤去できる建築家がいたら乾杯しよう、雹のように住民を動かすことなく卵を割らずにオムレツを作ることができるシェフに万歳」という余裕のある表現で、豊富な経験とゆるぎなき実績と自信がうかがえる。

### 賛美
モーゼスのプロジェクトの多くの全体的な影響については議論が続いているが、都市と造園事業全体にわたる莫大な規模の成果は疑いの余地がない。モーゼス建設事業のピークは、世界恐慌という経済恐慌のさなかに起こり、そしてその時代必然的に起こる苦悩にもかかわらず、モーゼスのプロジェクトはタイムリーに完成し、以来信頼絶大な公共事業であった。以前のワールドトレードセンターのグラウンド・ゼロサイト、またはボストンのビッグ・ディッグプロジェクトを取り巻く技術的な問題をも再開発で解決していた。
2007年に開催された3つの主要展示で、功績の大きさについて高く評価されており、何人かの知識人の間では彼のイメージの再検討を促している。コロンビア大学の 建築史家 ヒラリー・バロン（Hilary Ballon）や同僚らによれば、彼の都市に残した遺産はこれまで以上に重要であり、市民はモーゼスが築いた公園、遊び場、そして住宅を手に入れるようになったと主張している。その上、モーゼスの公共インフラストラクチャーとより多くのスペースを切り開いていくという決心がなかったならば、ニューヨークは1970年代と80年代に衰退と低空飛行成長から回復することができず、今日の経済的な磁石になることができなかったとしている。
ニューヨークの歴史家、ケネス・T・ジャクソンは次のように述べている。「The Power Brokerがその時代を反映していたのかもしれません。ニューヨークは問題を抱えていて15年間衰退していた。今では、たくさんの理由から、ニューヨークは新しい時代に突入している。半世紀の間には見られなかった成長と復活。そしてそれが私たちのみているインフラです」とジャクソンは述べる。「多くの大きなプロジェクトが再び表に出ている、そしてそれは、そのようなものがモーゼスのいないモーゼス時代を示唆している」と彼は付け加えた。
政治家らもまた、モーゼスのこの地のレガシーを再考している。2006年の州計画協会の演説で、低所得者の交通ニーズについて今日書かれたモーゼスの伝記は、少なくともそれができたと言われるかもしれないと著した：「それが今日我々が必要としているものです。物事を成し遂げるための本当の約束」。

## 大衆文化の中で
- ジョン・フォースターによる"Robert Mosesのバラード"と題する風刺的な題で1997年のアルバム Heliumに収録されている [62]
- ブルドーザー：ロバート・モーゼスのバラード (2017)はロックミュージカルで、作曲家のPeter Galperinによる本、音楽、歌詞で、モーゼスの幻想的理想主義者からニューヨーク市を害する駆逐艦への進化を劇的に表現している[63]。
- シーズン3、テレビシリーズUnbreakable Kimmy Schmidtのエピソード2、"Kimmy's Roommate Lemonades"でKimmyはニューヨークのいくつかの大学での講演を検討[64] 一つはもともと「白人のためのロバート・モーゼス・カレッジ」と呼ばれていたのを「白人」をクロスアウトワード「みんな」に置き換えることによって変更された[65]
- ニューヨーク・ハードコアバンドシック・オブ・イット・オール (Sick of It All) の「ロバート・モーゼスは人種差別主義者だった」という重要な題の歌が、2018年のアルバムに収録[66]。

## その他の情報源
展示：
- 「ロバート・モーゼスと自動車時代」[リンク切れ] ニューヨーク交通博物館に展示（2008年4月まで）
- "Robert Moses and the Modern City" は、2007年2月から2007年5月までニューヨークの3つの美術館で展示している。
- 「モーゼスを振り返って」 ニューヨークの美術館のトリオ
- ニューヨーク市立博物館写真展示

論文：
- Robert Moses papers, 1912-1980, 1912年から1980年にかけてのモーゼスの論文、ニューヨーク公立図書館の写本アーカイブ部門
- モーゼスのオンライン手紙

アーカイブオーディオ：
- ロバート・モーゼスコレクション at The WNYCアーカイブ

インタビュー：
- 1973年のCBSラジオのDon SwaimによるRobert Mosesのオーディオインタビュー
- Robert A. Caroは、Richard Mosesについて1998年にRichard D. Heffnerと話をした。